# Broderick Jones
Broderick Bernard Jones (Lithonia, Georgia; 16 de mayo de 2001) más conocido como Broderick Jones, es un jugador profesional estadounidense de fútbol americano, se desempeña en la posición de offensive tackle en Pittsburgh Steelers, en la National Football League (NFL).

## Carrera
Hizo su debut profesional con el equipo Pittsburgh Steelers, lleva jugando una temporada, comenzó en el 2023.